# José Bettencourt da Silveira e Ávila
José Bettencourt da Silveira e Ávila (Vila do Topo, 9 de maio de 1837 — Angra do Heroísmo, 6 de fevereiro de 1922) foi um bacharel em Direito pela Universidade de Coimbra, formado em 1864, que exerceu importantes funções judiciais e políticas. Foi administrador do concelho da Praia da Vitória, procurador régio e juiz de direito em várias comarcas açorianas, terminando a sua carreira como desembargador e presidente do Tribunal da Relação dos Açores.

## Biografia
Nasceu na Vila do Topo, ilha de São Jorge, no seio de uma família da aristocracia local, filho de João José de Bettencourt da Silveira e Ávila e de sua esposa Antónia Justiniana de Azevedo e Castro.
Depois de estudos secundários em Angra do Heroísmo, matriculou-se a 3 de outubro de 1859 na Faculdade de Direito da Universidade de Coimbra, onde obteve o grau de bacharel em Direito a 5 de julho de 1864.
Iniciou a sua atividade profissional como administrador do concelho da Praia da Vitória, na ilha Terceira, mas logo de seguida ingressou na magistratura judicial, seguindo uma carreira feita exclusivamente nos tribunais açorianos.
Foi juiz ordinário na Calheta, ilha de São Jorge, sendo seguidamente nomeado delegado do procurador régio na cidade da Horta, ilha do Faial, e depois na Praia da Vitória, ilha Terceira. Foi seguidamente juiz de direito em Vila do Porto, Praia da Vitória, Ribeira Grande, Angra do Heroísmo, Ponta Delgada e, novamente, em Angra do Heroísmo, de onde saiu em 1903, para exercer as funções de desembargador e juiz do Tribunal da Relação dos Açores. A partir de 1903 foi juiz do Tribunal da Relação dos Açores, sendo seu presidente entre 1904 e 1908.
Exerceu, também, funções políticas de administrador do concelho da Praia da Vitória, no início de carreira, e a partir da sua fixação em Ponta Delgada chefiou, naquela cidade, o Partido Republicano Nacionalista, de Jacinto Cândido da Silva, mas sem êxito eleitoral.

## Relações familiares
Foi filho de João José de Bettencourt da Silveira e Ávila, nascido em 29 de Agosto de 1807 e de Antónia Justiniana de Azevedo e Castro, nascida em 4 de Junho de 1804. Casou por duas vezes, o 1º casamento foi em Angra do Heroísmo no dia 19 de novembro de 1866 com D. Emília Dulce Coelho Borges, nascida (21 de Junho de 1847 -?).
O segundo casamento foi também em Angra do Heroísmo em Agosto de 1887, com D. Maria Madalena Coelho Rocha (7 de Março de 1858 -?). Deste 2º casamento não teve filhos. Do primeiro matrimónio, porém, teve 4 filhos, a saber:
1. João José de Bettencourt e Ávila, nascido em 6 de Agosto de 1868.
2. Carlota Augusta da Rocha de Bettencourt e Ávila, nascido em 22 de Julho de 1870 e casada Cândido de Menezes Pacheco de Melo Forjaz de Lacerda.
3. José de Bettencourt da Silveira e Ávila Júnior (Horta, 13 de Março de 1873 -?) e casado com Maria Guilhermina de Barcelos Carvalhal Machado Brandão.
4. Maria do Carmo Coelho de Bettencourt da Silveira e Ávila (18 de Julho de 1875 -?).